# Naoto Shirogane
Naoto Shirogane (白鐘 直斗 Shirogane Naoto?) es un personaje ficticio del videojuego Persona 4.

## Concepto y creación
Naoto fue creada para Persona 4. Es una joven detective que se muda a Inaba, el escenario de Persona 4, para resolver un caso de asesinato. Debido a los estereotipos de género de los detectives y la misoginia institucional en la aplicación de la ley, Naoto se presenta como un chico con el fin de ocultar su género. En la versión japonesa, Naoto usa «boku», un pronombre típicamente masculino, mientras que intercambiablemente usa «él» y «ella» en la versión inglesa. El diseño de Naoto en Persona 4 Arena se inspiró en el personaje Raidou Kuzunoha. Al diseñar Naoto para Persona 4: Dancing All Night, la diseñadora Kazuhisa Wada representó su estilo de baile como más femenino para mostrar a Naoto apreciando más su lado femenino. Su estilo de baile viene de la música house, con Wada señalando que este estilo de baile tenía un cierto grado de atractivo sexual. Naoto es interpretada por Romi Park en japonés, Anna Graves en la versión inglesa de Persona 4 y por Valerie Arem en la versión inglesa de Persona 4 Arena Ultimax.

## Apariciones
Naoto aparece en Persona 4 y es una detective tratando de resolver los asesinatos en el juego. Naoto se usa a sí misma como carnada apareciendo en televisión y permitiéndose ser secuestrada por el culpable. El grupo sigue a Naoto al mundo de la televisión, donde Naoto se enfrenta a su sombra, quien expresa su frustración con su sexo de nacimiento y por ser tratada como una niña por la policía. Una vez que Naoto llega a entender sus sentimientos, su sombra se convierte en la persona Sukuna-Hikona, un humanoide robótico que lleva una chaqueta azul que tiene una cabeza de insecto y alas de mariposa.
Después de la recuperación de Naoto de su tiempo en el mundo de la televisión, se une a los protagonistas en la búsqueda del culpable, habiendo ganado pistas sobre su método gracias a su secuestro. A lo largo de las interacciones de Yu con Naoto, ella recupera su pasión por ser detective. Dependiendo de las acciones del jugador, Naoto puede intimar con Yu. Naoto también decide que no es una detective sólo para mantener su tradición familiar, sino porque quiere ser y disfrutar a fondo sin importar su género o edad. Su persona entonces evoluciona a Yamato-Takeru, un humanoide en un uniforme tradicional de las fuerzas armadas blanco y azul con una apariencia más de pájaro. En el final del juego, Naoto decide quedarse en Inaba, sin saber qué hacer ahora que el caso está cerrado. En Persona 4 Golden, Naoto consigue su nueva persona Yamato Sumera Mikoto, cuyo traje es rojo y azul, y tiene el pelo largo y rubio.
Naoto aparece como un personaje jugable en Persona 4 Arena, donde está persiguiendo al personaje Mitsuru Kirijo de Persona 3. Más tarde aparece en Persona 4: Dancing All Night.
Una novela que tiene lugar un año después de que Persona 4, fue estrenada y protagonizada por Naoto llamada Persona 4 x Detective Naoto, donde está investigando la desaparición de su viejo amigo Touko Aoi. Esta novela fue hecha por Dengeki Bunko.

## Recepción
Naoto ha recibido reseñas positivas en general. Kimberley Wallace de Game Informer la clasificó como uno de los mejores personajes de Persona.. Geoff Thew de Hardcore Gamer encontró a Naoto atractiva debido en parte a su trabajo de detective. Andrew Clouther de GameZone expresó escepticismo con la forma en que Naoto estaba siendo diseñada para Persona 4: Dancing All Night, sintiendo que Naoto estaba representada de forma sexual y diferente a ella y expresó su preocupación de que sería utilizada para justificar el fan service. Un traje de baño que Naoto usa en Dancing All Night fue descrito como «conservador» por Matt Sainsbury de Digitally Downloaded, quien comentó que encajaba con su personaje. Mike Cosimano la consideraba un gran personaje debido a su pragmatismo y como detective de calidad. Janine Hawkins de Paste Magazine la elogió por su atuendo, comentando que pocos podrían lograrlo también.
La identidad de género y el estatus de Naoto como personaje queer ha sido tema de discusión por parte de los críticos. Ha sido interpretada tanto como una mujer travesti como un hombre trans. Vrai Kaiser de The Mary Sue inicialmente esperaba encontrar un «espíritu afín» con Naoto, pero se molestó cuando descubrió que este no era el caso. Michael Higham de GameSpot dijo que ciertas decisiones que los jugadores podían tomar con respecto a su identidad de género eran insensibles. Carolyn Petit del mismo sitio consideraba que Naoto era un hombre trans, pero expresó su decepción porque Persona 4 parecía rechazar esta idea. Criticó el razonamiento por el que Naoto presentaba a un hombre, sintiendo que «sonaba falso» debido a que le parecía increíble que alguien viviera con un género diferente debido a un apego a personajes de ficción. También se mostró en desacuerdo con los personajes que cambian su comportamiento hacia Naoto, citando a Yosuke coqueteando con ella y personajes que explican ciertos comportamientos como debidos a su género como ejemplos. El escritor Mattie Brice encontró que la representación de Naoto era transfóbica, lo que sugiere que el personaje transgénero Erica Anderson de Catherine era indicativo de que los motivos detrás de su descripción eran cuestionables. Brice interpretó la escena entre Naoto y su sombra como un rechazo a la necesidad de una cirugía de reasignación sexual para poder ser un hombre. Criticó el social link de Naoto, diciendo que era una oportunidad desperdiciada. A pesar de sus problemas con el personaje, la encontró agradable y apreció poder explorar la idea de salir con un hombre trans. Carol Grant de Vice criticó a Naoto, sugiriendo que las escenas románticas eran degradantes a la identidad de Naoto y mientras expresaba su decepción en cómo se maneja la identidad de género de la misma. Los autores del libro Queerness in Play discuten cómo la expresión de género de Naoto y sus luchas con el mismo se utilizan para enseñar a los jugadores sobre la experiencia transgénero.